# Friheten på barrikaderna
Friheten på barrikaderna (franska: La Liberté guidant le peuple) är en målning av Eugène Delacroix för att hylla minnet av den franska julirevolutionen 1830. Målningen färdigställdes under hösten samma år.

## Motivet
Målningen föreställer en kvinna som personifierar friheten, med den franska trikoloren i ena handen och ett gevär i den andra, leder folket över de stupade. Som huvudbonad har hon en så kallad frihetsmössa.

## Vandalisering
Torsdagen den 7 februari 2013, strax innan stängningsdags på Louvrens andra konstmuseum Louvre-Lens i Lens, Pas-de-Calais där målningen visas, vandaliserades målningen med graffiti. Fransk polis grep en kvinna som misstänkt för dådet. Klottret, texten AE911, kunde tas bort inom två timmar utan att målningen skadades.